# Barry Buchanan
Barry Buchanan (Bowdon (Georgia), 15 januari 1968) is een Amerikaanse professioneel worstelaar die vooral bekend is van zijn tijd bij World Wrestling Entertainment als Bull Buchanan en B-2, van 1997 tot 2003.

## In het worstelen
- Finishers
  - Diving leg drop
  - Fireman's carry takeover
  - Scissors kick

- Signature moves
  - Diving axe handle elbow drop
  - Inverted atomic drop
  - Powerbomb
  - Russian legsweep
  - Skull vice
  - Swinging neckbreaker
  - Turnbuckle climb into a rebounded diving clothesline

- Managers
  - The Commandant
  - Jim Cornette
  - The Jackal
  - Steven Richards
  - John Cena
  - Kenny Bolin

## Prestaties
- All Japan Pro Wrestling
  - AJPW All Asia Tag Team Championship (1 keer: met Rico Constantino)

- Georgia Championship Wrestling / Great Championship Wrestling
  - GCW Heavyweight Championship (2 keer)
  - GCW Tag Team Championship (4 keer: met A.J. Steele (1x), David Young (1x), Johnny Swinger (1x) en Scotty Beach (1x))

- Global Championship Wrestling
  - GCW Heavyweight Championship (1 keer)

- Music City Wrestling
  - MCW North American Heavyweight Championship (1 keer)

- Ohio Valley Wrestling
  - OVW Southern Tag Team Championship (1 keer: met Mr. Black)

- Pro Wrestling America
  - PWA Heavyweight Championship (2 keer)

- Pro Wrestling Noah
  - GHC Tag Team Championship (1 keer: met D'Lo Brown)
  - Global Tag League Technique Prize (2008 & 2009) - met D'Lo Brown

- Rampage Pro Wrestling
  - RPW Heavyweight Championship (1 keer)

- Southern Extreme Championship Wrestling
  - SECW World Heavyweight Championship (2 keer)

- United States Wrestling Association
  - USWA World Tag Team Championship (3 keer: met The Interrogator)

- World Wrestling Federation
  - WWF Tag Team Championship (1 keer: met The Goodfather)